# 虞炳烈
虞炳烈（1895年12月25日—1945年3月1日），字伟成，江苏无锡人。教授、建筑师。

## 生平
1895年12月25日出生于无锡祖屋孝友堂，其父虞鸣皋是师爷，长期在外地，在虞炳烈出生前三个多月病逝。
1904年，就读新兴的新式学堂。1911年来到苏州就读新创立的中等实业学堂官立中等工业学堂。次年，官立中等工业学堂与苏省铁路学堂合并成立江苏省立第二工业学校，仍位于三元坊使用官立中等工业学堂校址。1915年7月毕业。毕业后官费留法。
1917年通过北京中法大学赴法，先入里昂中法大学、再入里昂高等学校（圣伊蕾内堡军营）。与其同时留法的还有之后勷勤大学建筑系的创立者林克明。
1929年毕业于巴黎美术学院建筑科里昂分校（一名里昂美术专科学校、里昂建筑工程学院、国立里昂建筑专门学校），师从Tony Garnier。
1930年获得法国国授建筑师资格（D.P.L.G.）。同年，法国政府建设巴黎大学城，城内有各国特色建筑。征集中国馆时，虞炳烈设计了250房间、宫殿式建筑，但最终因人事和财政未能落实兴建，巴黎大学城直到2017年才修建中国馆，中国学生学者只能暂借国际馆、高棉馆等。次年，成为国授建筑师学会会员（S.A.D.G.）并获得该会最高奖及奖金。
1931-1933年，在巴黎都市计划学院深造。
1933年夏回国，任教中央大学建筑系，教授衔。1933-1934年兼任系主任。
1934年，为林森主席沟通设计了南京国民政府总统府子超楼。次年12月由鲁创营造厂建成，耗资106952银元。林森亲手栽种楼前两颗印度雪松，现东侧雪松枯死，被伐除。后设计了南京国民大会堂。
因抗战爆发离开中央大学，到重庆复旦大夏联合大学土木工程系任教授。
1938年，赴昆明任云南省建设厅技正兼任省政府建筑委员会委员。
1939年4-11月，在越南海防、河内任越南中华商会规划师、建筑师。

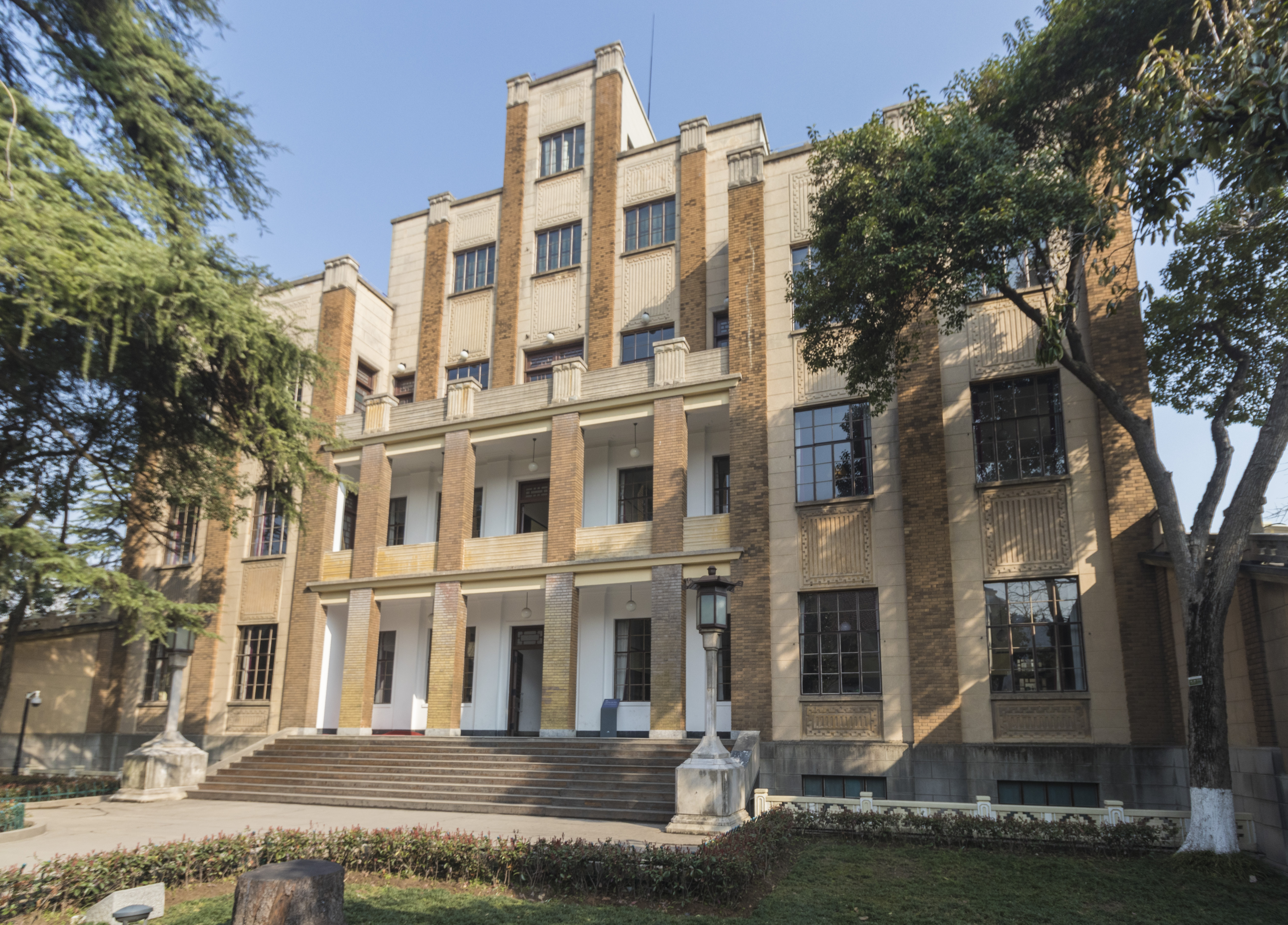
南京总统府子超楼2018年3月

1940，由越南回国，任国立中山大学工学院建筑工程系教授。
1940年8月，任教于中山大学工学院并随大学内迁坪石以避日军。期间使用杉木板、杉木皮、竹竿等迅速设计并低成本建造了校舍和机械工场。虞炳烈任建工系教授。
1941年1月，继胡德之任中山大学建筑系主任。
1941年9月迁往桂林，创办国际建筑师事务所。设计了诸多工业、教育建筑。
1944年，应蒋经国邀请赴赣南设计国立闽赣师范学院。
1945年3月1日，病故于赣州山区。

## 建筑作品
- 南京
  - 国民政府总统府子超楼
  - 南京国民大会堂
- 粤北[10]
  - 塘口村、理学院天文台
  - 铁岭、文学院
  - 车田坝、法学院
  - 塘江、理学院
  - 三星坪新村、工学院
  - 栗源堡、农学院（修理和改建）
  - 管埠、师范学院
  - 穆山、附中
  - 坪石镇、先修班
  - 坪石镇、研究院
- 桂林[10]
  - 中央电工器材厂第四厂办公楼
  - 广西工业试验所
  - 桂林智德中学
  - 桂林临桂儿童教学院
  - 桂林中学教室楼
  - 桂林金城银行营业厅扩建
  - 广西省立医学院附属医院综合楼

## 家庭
- 夫人：佚名，小提琴家，留法[11]